# ENAH
Protein enabled homolog là protein ở người được mã hóa bởi gen ENAH.

## Tương tác
ENAH có khả năng tương tác với ABI1 và ZYX.